# Эрман, Владимир Гансович
Влади́мир Га́нсович Э́рман (11 марта 1928, Ленинград — 11 февраля 2017, Санкт-Петербург) — советский и российский индолог, переводчик, исследователь индийского эпоса и театра. Автор филологического перевода «Бхагавадгиты» на русский язык. Доктор филологических наук, профессор.

## Биография
Родился 11 марта 1928 года в Ленинграде в семье Ганса и Лидии Эрманов. Отец Владимира, инженер-лесничий и педагог эстонского происхождения, был репрессирован НКВД — незаконно осуждён и приговорён к лагерям в 1938 и 1949 годах. Семья не была репрессирована, однако Лидию и Владимира выселили из комнаты на улице Рубинштейна, где они проживали в 1930-х годах. В годы Великой Отечественной войны Владимир и Лидия находились в Медногорске, где в 1946-м году Эрман окончил школу с серебряной медалью. По возрасту не был призван на фронт. Владимир Гансович вспоминал об этом времени, как о времени голода и тяжёлых лишений. После временного освобождения отца в 1946 году Владимир с Лидией Титовной переехали в лагерное селение Ныроб, где воссоединились с Гансом Гансовичем. Однако вскоре Владимир вернулся в Ленинград и поступил на Восточный факультет, который с блеском окончил в 1951 году. Отец Эрмана умер в 1950 году, находясь на поселении в Красноярском крае.
На факультете учителями Владимира Эрмана были индологи А. П. Баранников, В. М. Бескровный, В. И. Кальянов. По окончании университета Владимир вопреки собственному желанию и способностям не смог преподавать восточные языки. Препятствием оказалась его неблагонадёжность в глазах университетского руководства, которое рассматривало Эрмана как «сына врага народа». В 1951—1954 гг. Эрман работал на Опытном оптико — механическом заводе и потом на заводе точных приборов «Геологоразведка» в Ленинграде. Одновременно с этим преподавал английский язык в средней школе, а в 1954 году устроился библиотекарем в БАН СССР, откуда в 1956 году перешел, наконец, на работу по специальности в Ленинградское отделение Института востоковедения младшим научным сотрудником; в том же году начал преподавать санскрит и историю древнеиндийской литературы на кафедре индийской филологии, которую в свое время окончил. В 1955-м году отец В. Г. Эрмана был реабилитирован.
В 1960 году В. Г. Эрман перешел на постоянную работу в ЛГУ как основной преподаватель санскрита, где также возобновил преподавание языка пали (прерванное в 1956 году смертью В. С. Воробьева-Десятовского) и составил ряд новых спецкурсов — по пракритам, по санскритской поэтике, по древнеиндийской классической драматургии, по индийской мифологии. В 1987 году защитил докторскую диссертацию «Поэтика древнеиндийской драмы». В 1991—1997 гг. был заведующим кафедрой индийской филологии СПбГУ.
Последние десять лет своей жизни В. Г. Эрман боролся с болезнью, которая с середины 2000-х не позволяла ему преподавать. Похоронен на Богословском кладбище, а отпевали Владимира Гансовича на Шуваловском кладбище Санкт-Петербурга в церкви Александра Невского.

## Научное наследие
В. Г. Эрман являлся крупнейшим в СССР и Российской Федерации исследователем и переводчиком санскритской литературы, прежде всего — индийской драмы. Перевёл поэму Калидасы «Род Рагху» (прозой) и шестую книгу «Махабхараты», включая подробно комментированный филологический перевод «Бхагавадгиты» (завершён в 1999 году, опубликован в 2009 году).
Работа В. Г. Эрмана «Теория драмы в древнеиндийской классической литературе» 1961 года положила начало новому направлению в изучении древнеиндийской литературы в отечественной индологии. Окончив заочную аспирантуру, Владимир Гансович в 1964 году защитил кандидатскую диссертацию по монографии «Вишакхадатта. Мудраракшаса» (перевод, исследование, комментарий), опубликованной в 1959 году.
Монография В. Г. Эрмана «Калидаса» (1976), первое на русском языке обстоятельное исследование творчества величайшего драматурга древней Индии, была удостоена Университетской премии. В 1980 году опубликовал «Очерк истории ведийской литературы», основанный на читанном автором в Университете курсе лекций (впервые в СССР).

## Награды
С 1988 года — почетный член Эстонского академического общества востоковедов. В 1998 году награждён медалью Санкт-Петербургского государственного университета. В 1999 году В. Г. Эрману присвоено почетное звание заслуженного работника высшей школы Российской Федерации.

### Диссертации
- Вишакхадатта и его драма «Мудраракшаса»: Дисс. … канд. филол. наук. — Л., 1964.
- Поэтика древнеиндийской классической драмы. Автореф. дисс. … д-ра филол. наук. — Л.: ЛГУ, 1987.

### Переводы
- Вишакхадатта. Мудраракшаса, или Перстень Ракшасы / Пер. В. Г. Эрмана; Отв. ред.: В. И. Кальянов. — М.;Л.: Изд-во АН, 1959. — 176 с. (Серия «Литературные памятники»). — 3000 экз. (переизд.: // Классическая драма Древней Индии. — Л., 1984. — С. 55-154)
- Бхаса. Обет Яугандхараяны / Пер. В. Эрмана, Н. Голя // Классическая драма Древней Индии. — Л., 1984. — С. 19-54.
- Махендравикрамаварман. Хмельные забавы / Пер. В. Эрмана, Н. Голя // Классическая драма Древней Индии. — Л., 1984. — С. 301—318.
- Калидаса. Род Рагху / Пер. В. Г. Эрмана. — СПб.: ПВ, 1996. — 334 стр. (Сер. «Памятники культуры Востока». — Вып. 8.)
- Махабхарата. Книга VI. Бхишмапарва. / Пер. и комм. В. Г. Эрмана. — М.: Ладомир, 2009. — 480 с. (Серия «Литературные памятники»)

### Изложения индийских мифов и эпоса
- Махабхарата, или Сказание о великой битве потомков Бхараты. Древнеиндийский эпос / Лит. изложение Э. Н. Темкина и В. Г. Эрмана. — М.: ИВЛ, 1963. — 200 с. — 9000 экз.
- Рамаяна / Лит. изложение В. Г. Эрмана и Э. Н. Темкина. — М.,1965.
- Три великих сказания Древней Индии (Махабхарата, Рамаяна, Бхагавата-пурана) / Лит. изложение Э. Н. Темкина и В. Г. Эрмана. — М.: Наука (ГРВЛ), 1978. — 576 с. — 90000 экз. || Три великих сказания: в 2-х кн. — 2-е изд. — СПб.: ПВ, 1995.
- Темкин Э. Н., Эрман В. Г. Мифы древней Индии. — М., Наука. 1975. — 240 с. — 90000 экз. || 2-е изд., доп. — М.: Наука (ГРВЛ), 1982. — 272 с. — 75000 экз. || 3-е изд., репр. — М., 1985. || 4-е изд., репр. — М.: Астрель-АСТ, 2000=2003.

### Монографии
- Кальянов В. И., Эрман В. Г. Калидаса: Очерк творчества. — М.: ГЛИ, 1958. — 72 с. — 10000 экз.
- Калидаса. — М.: Наука (ГРВЛ), 1976. — 224 с. — 10000 экз.
- Очерк истории ведийской литературы. — М.: Наука (ГРВЛ), 1980. — 232 с. (Серия «Писатели и учёные Востока») — 6650 экз.

### Статьи
- Изучение древней Индии в Ленинграде // УЗ ИВ. — М., 1960. — Т. 25. — С. 150—161.
- Теория драмы в древнеиндийской классической литературе // Драматургия и театр Индии. — М., 1961. — С. 9-82.
- Концепция драматического действия в «Натьяшастре» // Литература и культура древней и средневековой Индии. — М., 1987.